# Enrique Cristóbal Störr
Enrique Cristóbal Störr o Storr, en alemán original Heinrich Christophe Störr (Sajonia, ? - Zamora, 30 de agosto de 1802) fue un ingeniero de minas alemán de la segunda mitad del siglo XVIII y el primer director de la Academia de Minería y Geografía Subterránea de Almadén de 1777 a 1785, quizá emparentado con el químico Gottlieb Conrad Christian Storr (1749-1821)

## Biografía
No se conoce con exactitud el año en que nació: solo que era sajón y fue contratado en la ciudad minera alemana de Klausthal como ingeniero subterráneo para las minas de Almadén con un sueldo mensual de 176 reales de vellón, aumentado a 200 desde el 1 de diciembre de 1756 en que llegó a la localidad manchega, un año después del famoso incendio de las minas (1755). Como en 1757 falleció el ingeniero Henning Karl Köehller, primer director técnico de las minas y quien con ayuda de varios mineros sajones había introducido numerosas mejoras técnicas, trabajó como director interino hasta que el ministro José Gálvez, por Real Orden del 14 de julio de 1777, lo ascendió a director de las minas de Almadén y de su recién fundada y adjunta Academia de Minería y Geografía Subterránea, "con la obligación de enseñar a los jóvenes matemáticos que se remitan de estos reinos, de los de América, para que se instruyan en la teórica y práctica en la Geometría subterránea y en la mineralogía". Desempeñó este puesto de 1777 al 1 de julio de 1785, año en que se jubiló con un sueldo de 12.000 reales de vellón, justo el año en que se ampliaron las enseñanzas, inaugurándose un edificio adecuado para la época, en el que además de recibir enseñanza, residían los alumnos en régimen de internado. Sorprende su determinación para poner en marcha la Academia, ya que todo fueron dificultades: falta de local, de material, de consignación y hasta de alumnos, pues cuando destacaban un poco eran enviados a las minas americanas. Pero todo lo lograba. Entre sus discípulos estuvieron Fausto Delhuyar, descubridor del wolframio; Andrés Manuel del Río, descubridor del vanadio, Andrés José Rodríguez y Pedro Subirla, entre otros. Le sucedió Johann Martin Hoppensack.
Hubo algunos problemas al principio porque Störr era luterano y el clero local quería que se convirtiera al catolicismo, lo que se consiguió al menos con su esposa y con sus colaboradores extranjeros que se casaron con españolas; por ello ejerció como director en funciones hasta 1781, año en que consiguió su nombramiento definitivo. En 1783 se convirtió al catolicismo. En el año de su nombramiento ya había traído a Almadén a su primera esposa Vicenta, sus hijas solteras Juana y Manuela, su hija viuda Dorotea y su hijo Juan Enrique, que formó parte de la promoción de la Academia de Minas de 1785 y terminó destinado en las minas de Indias. Storr inició las clases en la Academia en 1778 con seis alumnos, aunque no todos terminaron los estudios; un tal José Cherta fue despedido por padecer una enfermedad pulmonar, seguramente tuberculosis, aunque en la decisión influyó mucho el hecho de que hubiera hecho novio de la hija viuda de Störr y fuera de otra religión, algo a lo que se oponía.  
Consiguió mejorar la delineación de las galerías y la entibación y maderaje de las mismas, aumentando además su capacidad productiva. Pero algunos de sus procedimientos organizativos suscitó la reducción de personal, lo que provocó algunos desórdenes especialmente en 1777, llegándose incluso a allanarse su casa.
Como no existían libros de texto escribió en alemán para la Escuela y Minas de Almadén un manual de mineralogía y geometría subterránea que facilitaba a los estudiantes la comprensión teórica de la geognosia; el conocimiento de los instrumentos de matemáticas, como la brújula, el nivel, el semicírculo, las escalas o la regla de metal; y el manejo de los instrumentos para el diseño tanto de los planos interiores como externos en las minas. También escribió las memorias e inventarios para las prácticas de Geometría Subterránea y en general todo el material gráfico.
Störr tuvo siempre relaciones difíciles con los superintendentes de las minas, con los cuales discutía constantemente. En 1783 empieza a estar achacoso y en 1784 pide permiso para retirarse una temporada al balneario de Puertollano para tomar sus aguas ferruginosas. En 1785 fue jubilado forzoso y se trasladó a Madrid; tras diversos problemas económicos y nuevos encontronazos con las autoridades de Almadén, se marchó a Zamora, donde murió el 30 de agosto de 1802.